# Centro

Circunferência λ, com seu centro indicado.

O centro, em geometria, é o ponto que está no meio de uma figura geométrica. É um conceito que varia em sua definição, dependendo da figura de que estamos tratando. Tal figura pode ter duas ou três dimensões.
Em um segmento, o centro é o ponto que se encontra na metade deste. No círculo, o centro é o ponto a partir do qual equidistam todos os pontos pertencentes à circunferência. Já na esfera, é o ponto do qual equidistam todos os pontos que pertencem à superfície.
Um triângulo, em particular, possui vários centros, entre eles: ortocentro, baricentro, incentro e circuncentro. Nos polígonos e nos poliedros, o centro é o ponto em que todas as diagonais que passam por ele são divididas em duas partes iguais.
Em uma figura qualquer, o centro é o ponto que equidista, aproximadamente, de qualquer ponto pertencente ao perímetro. O centro de uma figura plana ou de um sólido corresponde ao seu centro de gravidade.